# Unter anderen Umständen: Nordwind
Nordwind ist ein deutscher Fernsehfilm von Ziska Riemann aus dem Jahr 2024. Es handelt sich um die 23. Folge der Krimiserie Unter anderen Umständen mit Natalia Wörner in der Hauptrolle.

## Handlung
Jana Winter hat Geburtstag, sie wird deswegen von ihrem Sohn Leo eingeladen. Beide gehen ins Kino. Zu einem anschließenden Essen gemeinsam mit seiner Freundin Anni kommt es nicht, denn Winter wird von ihrem Kollegen Hamm zu einem Todesfall gerufen. Der Besitzer eines Reiterhofes, Andreas Falkenberg, hatte mit seiner Tochter Toni einen Ausritt gemacht und war dabei vom Pferd gestürzt. Was zunächst wie ein Unfall aussieht, ist nach Auffassung seiner Mutter Irmgard ein Gewaltverbrechen. Die erste Untersuchung zeigt einen Schnitt am Hals, die Todesursache war ein Schädelbasisbruch. Da Toni zum Zeitpunkt des Vorfalles einen deutlichen Abstand zu ihrem Vater gehabt hatte, kann sie nur berichten, dass sie einen lauten Knall gehört habe. Was zunächst nach einem Schuss geklungen hatte, war in Wirklichkeit der geplatzte Reifen eines Lastkraftwagens.
Hamm beginnt in einer Kneipe zu recherchieren und erfährt, dass Andreas wohl keine Feinde hatte. Der Inhaber Utzi erklärt, dass Andreas regelmäßig mit seinem jüngeren Bruder Lasse zusammengesessen sei und dass Smilla, die bis vor kurzem auf dem Hof gearbeitet hatte, ein Alkoholproblem hat und deswegen von Andreas entlassen worden war. Nachdem Winter in Erfahrung gebracht hatte, dass Andreas beim Pferdezüchter Baumann als Trainer gearbeitet hatte, sucht sie ihn auf und erfährt, dass dieser den Toten in den höchsten Tönen lobt.
Nachdem die untersuchende Ärztin Bender herausgefunden hatte, dass der Schnitt am Hals von einer Polyamidschnur stammte, gerät Smilla in Verdacht, denn sie hatte etwas Vergleichbares verwendet, um eine Beamtin zu Fall zu bringen, die ihr Wohngeld verweigert hatte. Als sie von Hamm und Sörensen aufgesucht wird, streitet sie ab, etwas mit dem aktuellen Fall zu tun zu haben, gibt aber den Tipp, dass der Tote etwas mit illegalen Pferderennen zu tun hatte. Eine Untersuchung bei Baumann bestätigt den Verdacht.
Gegenüber seiner Frau hatte Andreas immer wieder behauptet, dass er dauernd auf Reisen zu verschiedenen Rennen müsse. Dieses stimmte aber nicht, denn die Untersuchung seiner Handydaten zeigte, dass er sich ständig in der gleichen Gegend aufgehalten hatte. Bei einer dortigen Umfrage stoßen Winter und Hamm auf die Tierärztin Elise Bretz, die Winter kürzlich auf dem Hof gesehen hatte. Sie räumt ein, dass sie mit Andreas ein Verhältnis und mit Maxi eine außereheliche Tochter habe. Außerdem habe er sich von seiner Frau scheiden lassen wollen. Finanziell habe er sie nicht unterstützen können, denn er hatte Schulden bei seinem Bruder. Dieser erzählt den Ermittlern, dass es sich dabei um seinen Erbteil handele. Durch Zufall fällt ihnen ein Beleg in die Hand, dass er sich teure Sachen leisten konnte. Darunter ist eine Jacht mit Namen Odhur. Nachdem sich sein Alibi als falsch herausgestellt hatte, wird er aufgesucht. Er ist aber nicht daheim und im Auszug begriffen. Den Hinweis, wo er sein könnte, gibt ein Buch, das er besitzt: Die Rache des Odhur. Dieser ist eine Figur der nordischen Mythologie und der Mann der Göttin Freya. Es erweist sich als zutreffend, denn seine Mutter hatte ihn gebeten, auf den Hof zu ziehen, da ein Mann im Hause sein solle. Allerdings ist die Witwe Freya davon nicht begeistert. Es kommt zu einem Streit, denn sie erfährt, dass Toni ebenfalls von der außerehelichen Beziehung wusste, aber nicht von ihm.
Nun gehen die Ermittler nochmals die zeitlichen Abläufe durch. Es fällt ihnen auf, dass zwischen dem Knall und dem Anruf beim Notarzt eine knappe Stunde vergangen war. Den Anruf hatte Freya getätigt, nachdem Toni sie aufgesucht hatte. So hatte Freya genügend Zeit, um von Zuhause zum Tatort zu reiten, um eine von ihr gespannte Leine wieder zu beseitigen. Sie räumt die Tat ein, allerdings sei es ihr darum gegangen, dass er nur verletzt worden wäre, damit sie sich um ihn kümmern könne, um ihre Ehe zu retten. Inspiriert worden war sie durch Smillas Anschlag auf die Beamtin. Winter kann sich vorstellen, dass Toni an der Tat beteiligt war, um ihren Vater zu bestrafen.
Der Film endet mit einer vorübergehenden Trennung: Anni verlässt für ein Jahr die Stadt, denn sie hatte die Möglichkeit bekommen, die Zeit in Kolumbien zu verbringen.

## Hintergrund
Nordwind wurde vom 7. November bis zum 5. Dezember 2023 unter dem Arbeitstitel  Im freien Fall in Hamburg und Schleswig-Holstein gedreht. Die Erstausstrahlung im Deutschen Fernsehen erfolgte am 21. Oktober 2024, am 12. Oktober war der Film in der ZDF-Mediathek abrufbar. An diesem Tag war in Österreich bei ORF 2 zu sehen. 
Ihren Filmsohn Leo Winter spielt Natalia Wörners leiblicher Sohn Jacob Lee Seeliger.

## Rezeption

### Einschaltquoten
Die Erstausstrahlung von Nordwind am 21. Oktober 2024 im ZDF verfolgten 6,54 Millionen Zuschauer, dies entsprach Marktanteilen von 25,8 Prozent.

### Kritiken
Tilmann P. Gangloff schrieb bei Tittelbach.tv: „Darstellerisch ist ‚Nordwind‘ nicht nur wegen der prominenten Besetzung interessant, auch die junge Cloé Heinrich macht ihre Sache als Toni sehr gut, zumal sich die Geschichte mehr und mehr zum Familiendrama entwickelt.“ „Gute Voraussetzungen also für einen auf mehreren Ebenen fesselnden Krimi, selbst wenn die Handlung insgesamt nicht gerade originell ist. Bedauerlicherweise gilt das noch mehr für die über weite Strecken einfallslose Inszenierung.“
Bei film-rezensionen meinte Oliver Armknecht: „Unter anderen Umständen: Nordwind ist ein traditioneller Whodunit. Wobei aber schon die Auswahl der Verdächtigen ihre Schwierigkeiten bereitet. Die diversen Erklärungen, warum wer was getan hat oder haben könnte, überzeugen nicht so wirklich. Und das gilt dann auch für die Wahrheit, die schon ziemlich an den Haaren herbeigezogen ist. Hinter eine finale Entscheidung muss man dann auch mindestens ein Fragezeichen setzen.“
Elisa Eberle von Prisma.de schrieb: „Leslie Malton überzeugt auf ganzer Linie.“ „Gepaart mit der trüb-kalten Stimmung der herbstlichen Hafenstadt Flensburg schafft Regisseurin Ziska Riemann mit "Nordwind" einen Film, der es leicht mit den bisherigen Erfolgen der beliebten Krimireihe aufnehmen dürfte.“
TV Spielfilm beschreibt den Film als Lug, Betrug & Intrigen satt sorgen für kriminelle Kurzweil und gibt einen Daumen hoch.